# (100796) 1998 FM77
(100796) 1998 FM77 es un asteroide perteneciente al cinturón de asteroides descubierto el 24 de marzo de 1998 por el equipo del Lincoln Near-Earth Asteroid Research desde el Laboratorio Lincoln, Socorro, Nuevo México, Estados Unidos.

## Designación y nombre
Designado provisionalmente como 1998 FM77.

## Características orbitales
1998 FM77 está situado a una distancia media del Sol de 2,344 ua, pudiendo alejarse hasta 2,540 ua y acercarse hasta 2,147 ua. Su excentricidad es 0,083 y la inclinación orbital 6,151 grados. Emplea 1310,83 días en completar una órbita alrededor del Sol.

## Características físicas
La magnitud absoluta de 1998 FM77 es 15,7. 